# Израильская хоккейная лига в сезоне 2001/2002

## Израильская хоккейная лига в сезоне 2001/2002
Сезон 2001/2002 — это 9 сезон ИзХЛ.
В регулярном сезоне Израильской хоккейной лиги было сыграно 16 матчей.
В этом сезоне Play-Off не проводились
- ХК Маалот
- Маккаби Амос Лод

## Итоговое положение команд
| Место | Команды          | Голы  | Очки |
| ----- | ---------------- | ----- | ---- |
| 1.    | Монфорт          | 89-38 | 29   |
| 2.    | Маккаби Амос Лод | 70-42 | 26   |
| 3.    | ХК Метула        | 48-39 | 14   |
| 4.    | ХК Хайфа         | 24-52 | 8    |
| 5.    | ХК Бат-Ям        | 23-83 | 3    |

## Статистика чемпионата
- Сыграно матчей: 16;
- Забито голов: 254 (15,875 за матч).